# Zamek Kapituły Warmińskiej w Olsztynie
Zamek Kapituły Warmińskiej w Olsztynie – wybudowany w połowie XIV w. w stylu gotyckim przez kapitułę warmińską, która była jego właścicielem do 1772. Zamek pełnił funkcje obronne oraz był siedzibą min. administratora dóbr kapituły. Najsławniejszym mieszkańcem zamku był Mikołaj Kopernik, który pełnił obowiązki administratora w latach 1516–1521. Na jednej ze ścian zachowała się po nim oryginalna tablica astronomiczna. W dawnym refektarzu oraz komnacie administratora znajdują się unikalne sklepienia kryształowe, a w kaplicy gwiaździste datowane na ok. 1520. Obecnie w zamku mieści się Muzeum Warmii i Mazur. Wpisany został do rejestru zabytków w 1953 r., a 8 września 2023 r. został uznany za pomnik historii.

## Historia Zamku

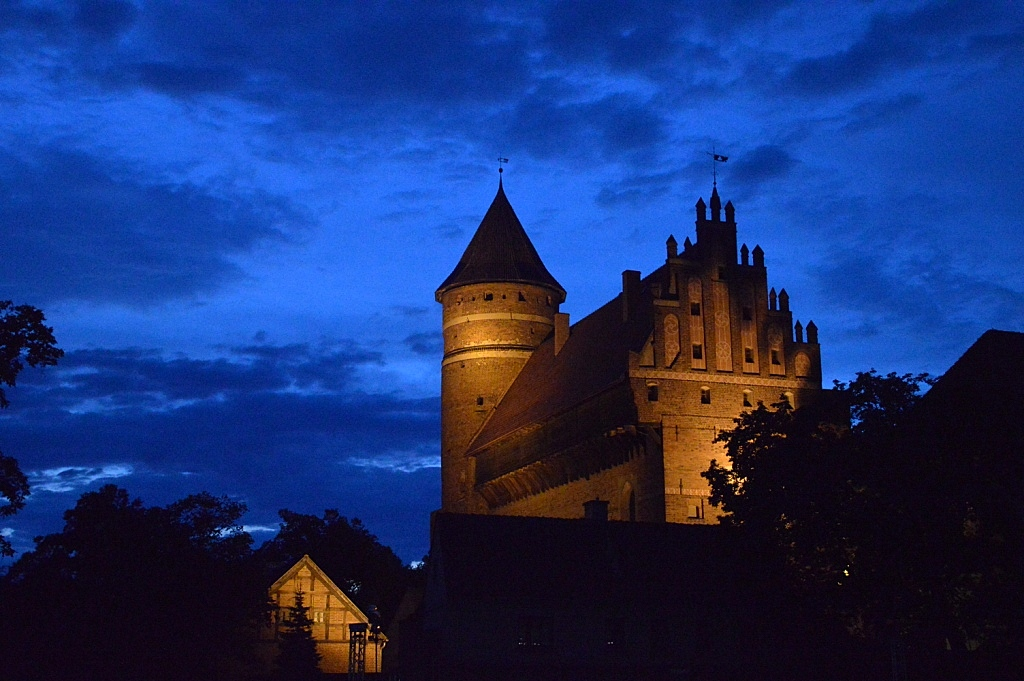
Zamek nocą

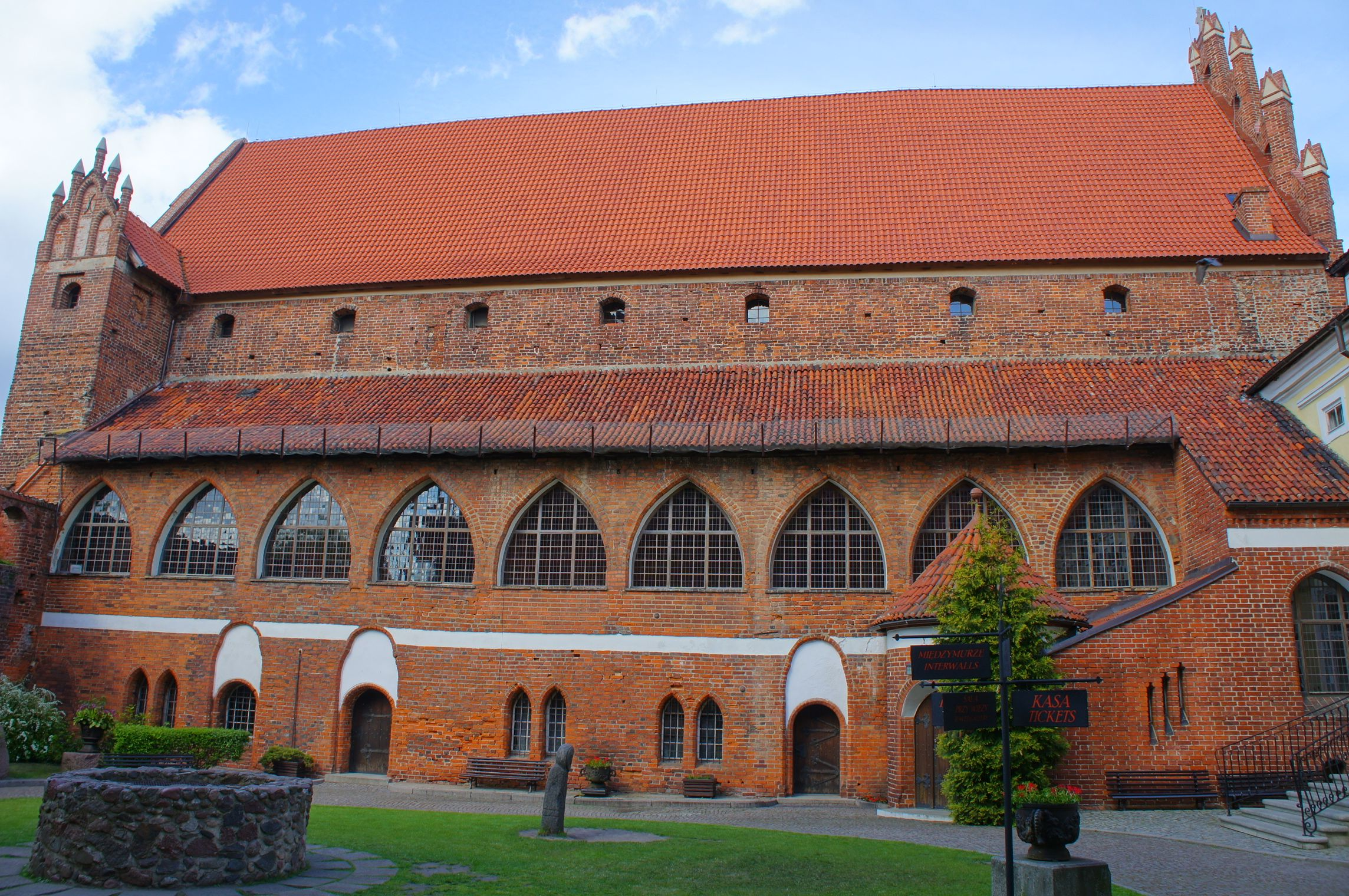
Północne skrzydło zamku

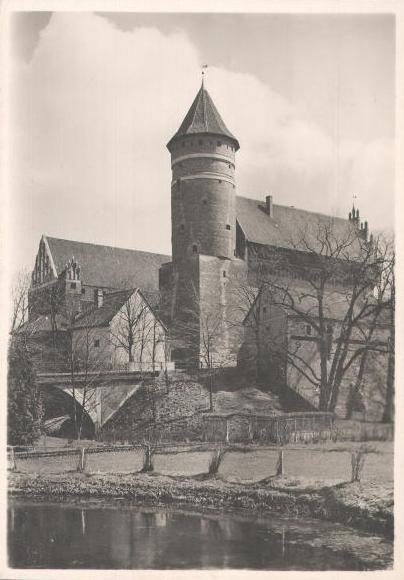
Zamek w 1903 r.

Około 1334 powstała na wzgórzu w zakolu Łyny drewniano-ziemna strażnica. Na jej miejscu kapituła warmińska rozpoczęła budowę murowanego zamku, który powstał pomiędzy rokiem 1348 a 1353, gdy miasto uzyskało prawa miejskie. Składał się on wówczas z jednego północnego, głównego skrzydła po północno-wschodniej stronie czworokątnego dziedzińca, którego ozdobą od strony dziedzin ca były piętrowe krużganki. Mieściły się w nim pomieszczenia reprezentacyjne: kaplica św. Anny, refektarz, mieszkanie administratora i kancelaria. Dojście do zamku, otoczonego pasem murów obronnych i fosą prowadziło od strony Łyny mostem zwodzonym. Południowo-zachodnie skrzydło zamku zbudowano w XV w. Wieżę z połowy XIV w., położoną w zachodnim narożniku dziedzińca, przebudowano w początku XVI w., nadając jej kształt okrągły na czworokątnej podstawie, a wysokość 40 m. Jednocześnie zamkowe mury obronne podwyższono do wysokości 12 m i uzupełniono drugim pasem niższych murów, wzmocnionych basztami. System zamkowych murów połączono częściowo z murami miejskimi, przez co zamek stał się jak gdyby potężnym bastionem wysuniętym poza miasto i broniącym do niego dostępu. Zamek należał do kapituły warmińskiej, która, wraz z biskupem warmińskim, do 1454 podlegała wojskowej opiece zakonu krzyżackiego. Z tego względu odegrał sporą rolę podczas wojen polsko-krzyżackich. W 1410 po bitwie pod Grunwaldem poddał się bez walki Polakom, w 1414 zaś zdobyli go oni po kilkudniowym oblężeniu. W czasie wojny trzynastoletniej (1454–1466) przechodził z rąk do rąk. Krzyżacy zagrozili zamkowi i miastu jeszcze w 1521, obrona jednak była tak skuteczna, że poprzestali po jednym, nieudanym szturmie. Kapituła powierzała zarządzanie komornictwem olsztyńskim wybieranemu co roku ze swego grona kanonikowi nazywanemu administratorem. W latach 1516–1521, z krótką przerwą, administratorem komornictwa olsztyńskiego był Mikołaj Kopernik. On właśnie przygotował obronę Olsztyna przed najazdem krzyżackim. W XVI wieku gościli tu też dwaj biskupi warmińscy, a zarazem wielcy pisarze: Jan Dantyszek – „pierwszy poeta sarmacki”, obdarzony cesarskim wawrzynem za „pieśni łacińskie” (1538, 1541) oraz Marcin Kromer z równą swobodą tworzący po łacinie i po polsku dzieła naukowe i literackie (1580). Kromer poświęcił wówczas kaplicę św. Anny, niedawno zbudowaną w południowo-zachodnim skrzydle zamku, a obdarzoną misternym siatkowym sklepieniem.
Z czasem oba skrzydła zamku utraciły militarne znaczenie, a dla celów mieszkalnych stały się mało dogodne. W 1758 doprowadzono więc do zamku dojazd od strony miasta i zbudowano z tej strony skrzydło pałacowe, jednocześnie likwidując podgrodzie i część murów.
W 1779 zatrzymywał się tutaj Ignacy Krasicki. Po zaborze Warmii (1772) zamek przeszedł na własność zarządu państwowych majątków ziemskich, mieściła się tu przez pewien czas również parafia ewangelicka. W 1845 most nad fosą zastąpiono groblą łączącą zamek z miastem, fosę zaś osuszono. W latach 1901–1911, w związku wybraniem zamku na siedzibę prezydenta rejencji olsztyńskiej (odpowiednik wojewody) przeprowadzono generalny remont zamku. Zmieniono wówczas poziom podłóg w refektarzu, a w krużganku wprawiono futryny okienne i dostawiono neogotycką klatkę schodową. Wieżę zamkową, która straciła hełm (stożkowy dach) podczas burzy w 1821, uwieńczono ponownie w 1926, po ponad stu latach. W 1921 w salach zamku umieszczono muzeum. Było to wówczas muzeum regionalne o charakterze etnograficznym, którego kierownictwo znajdowało się w rękach nauczycieli olsztyńskich: Leonarda Fromma – archeologa i Hugo Hermanna Grossa – nauczyciela przyrody.
Zamek także i dzisiaj służy celom muzealnym. W 1945 zamek stał się siedzibą Muzeum Mazurskiego, które dzisiaj nosi nazwę Muzeum Warmii i Mazur. Oprócz działalności wystawienniczej obejmującą ekspozycję archeologiczną, galerię malarstwa, militaria, kolekcję sztuku zdobniczej dużą popularnością cieszą się imprezy organizowane tu w ramach Olsztyńskiego Lata Artystycznego (OLA) jak wieczory zamkowe i „Niedziele w Muzeum”.

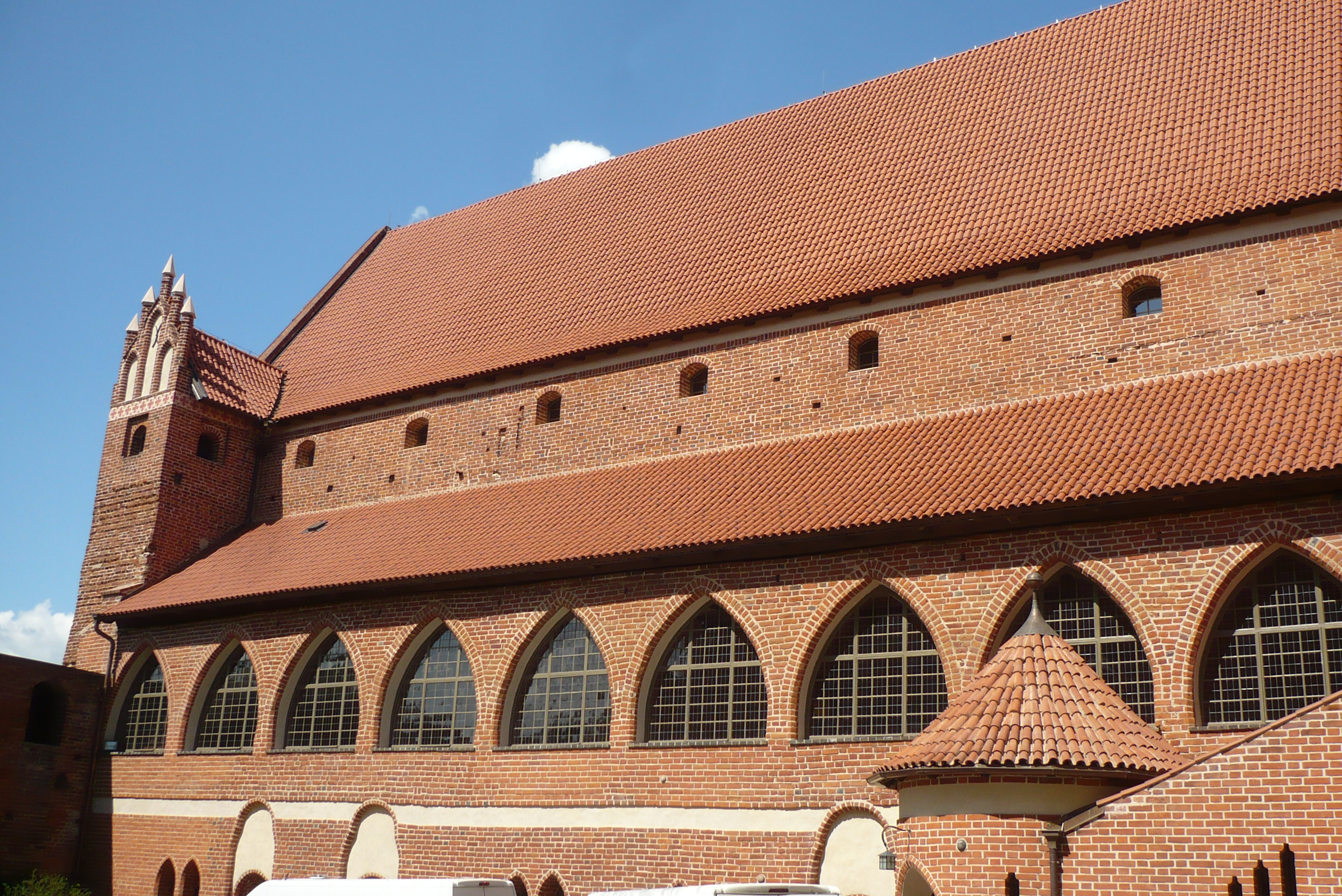
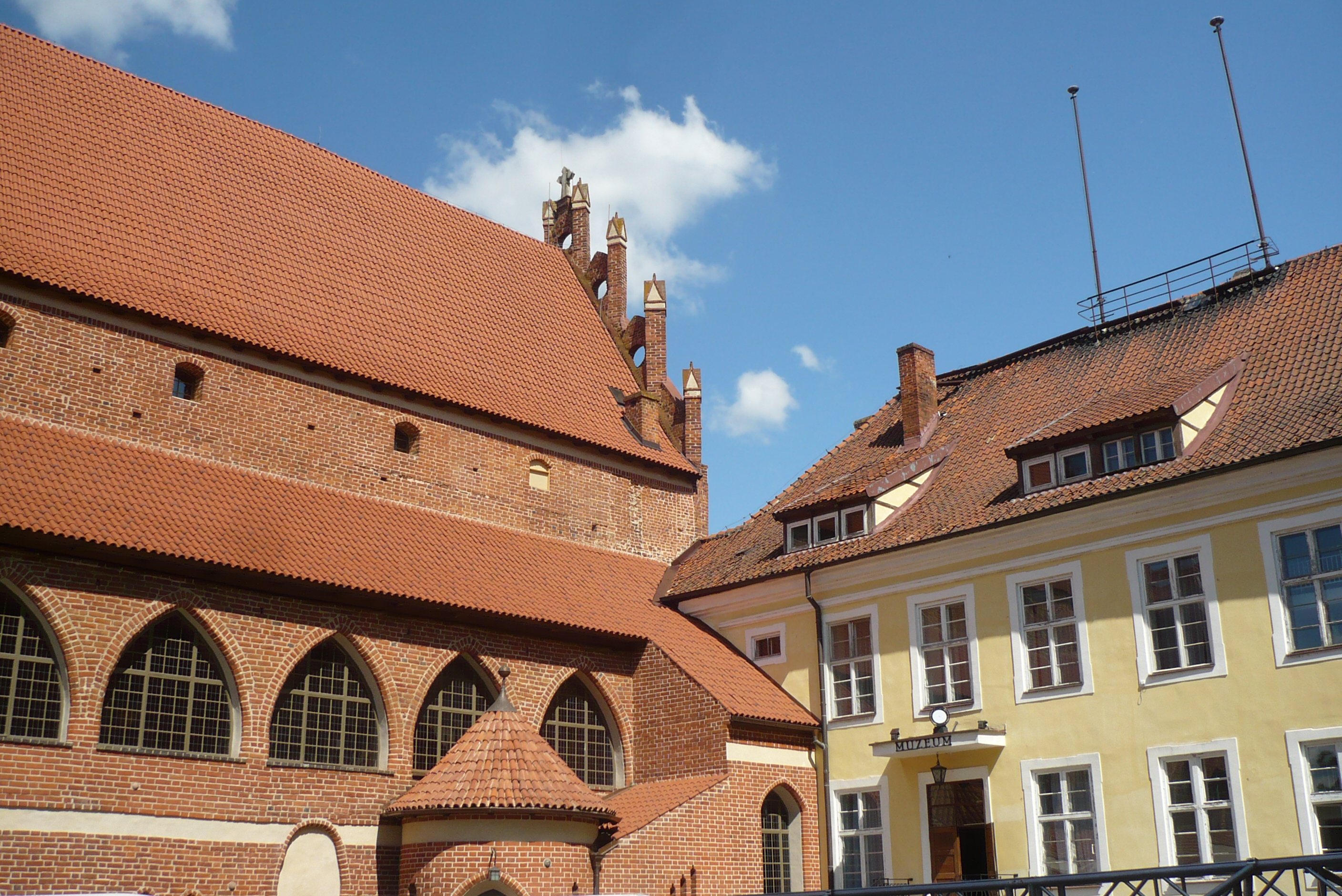
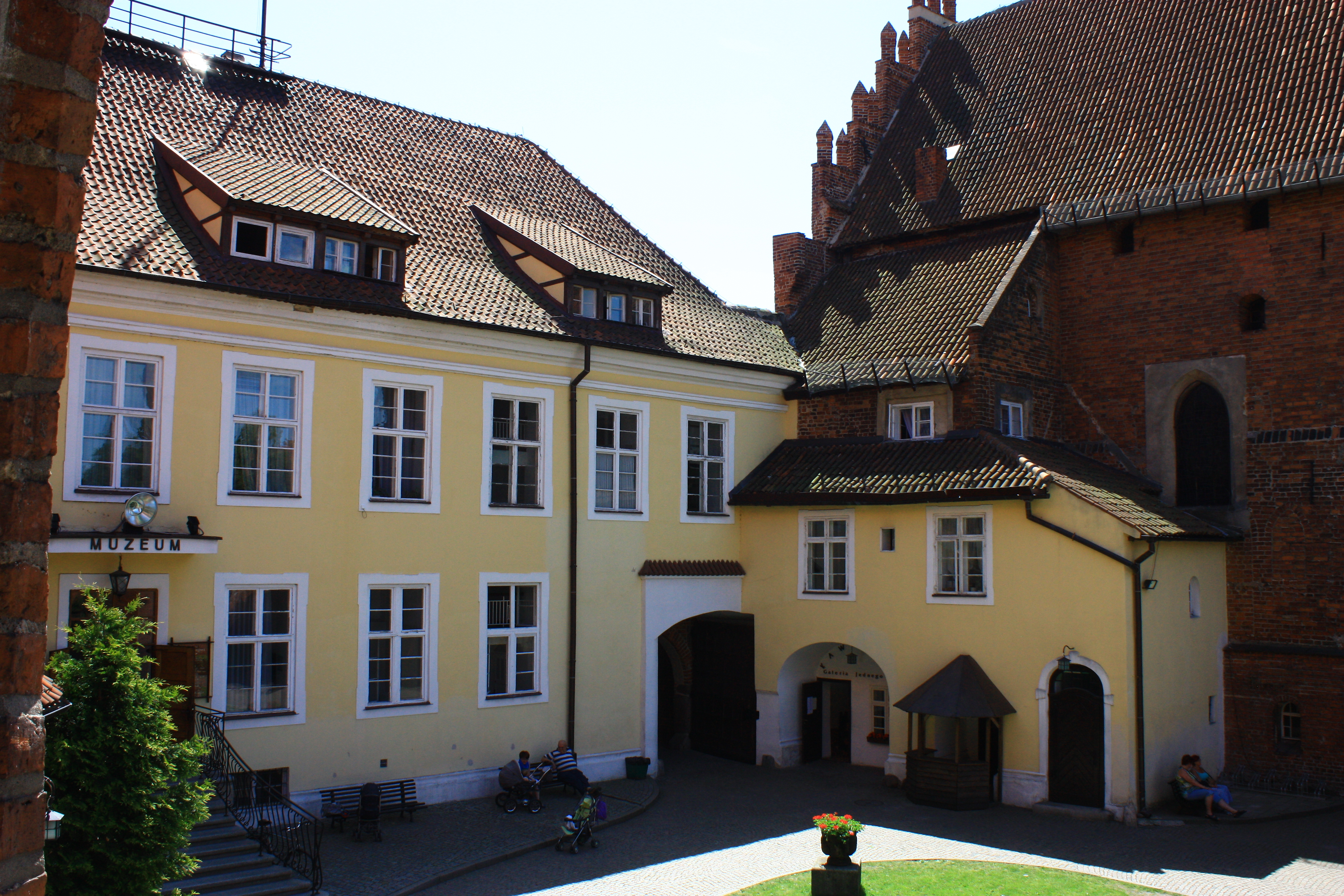
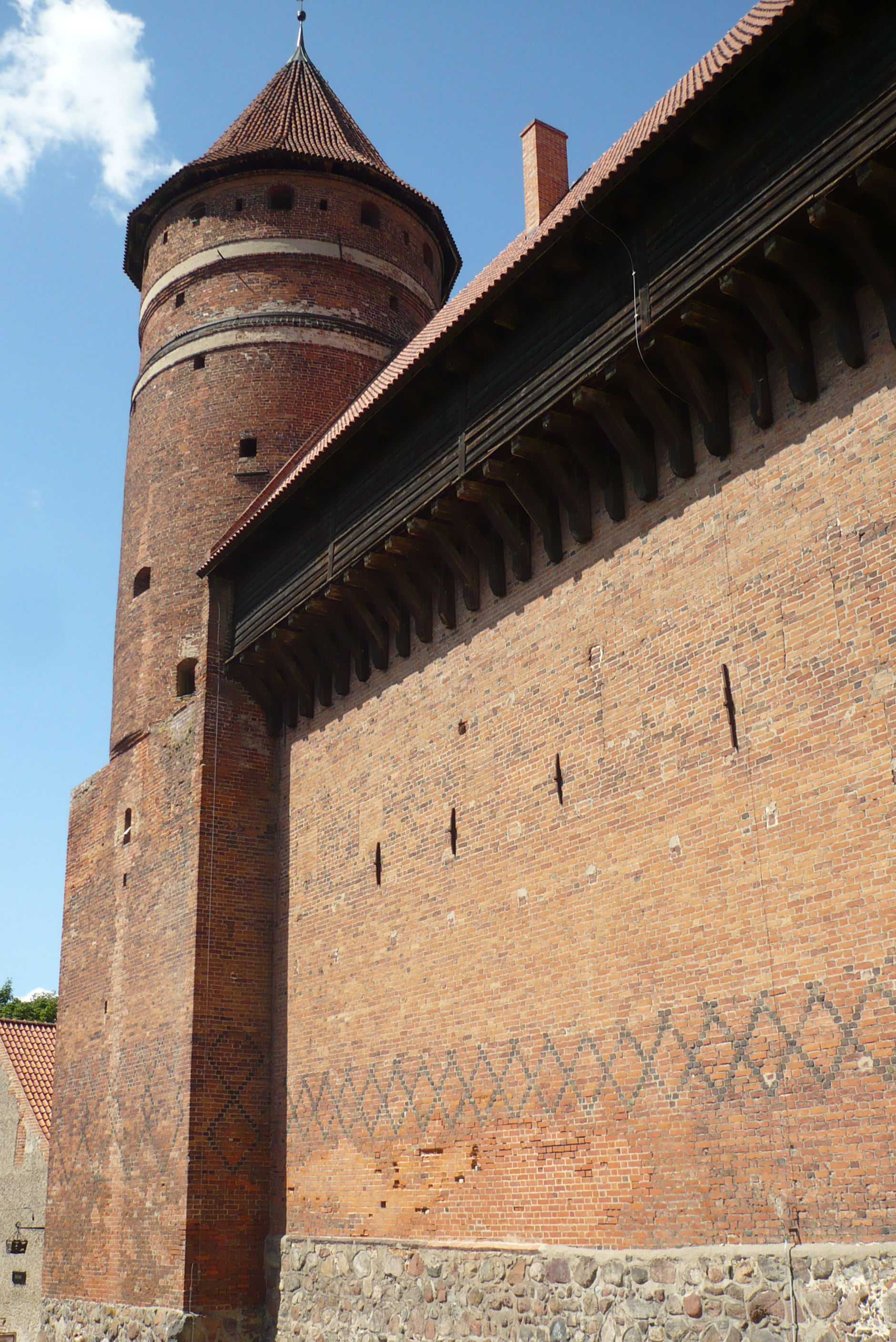
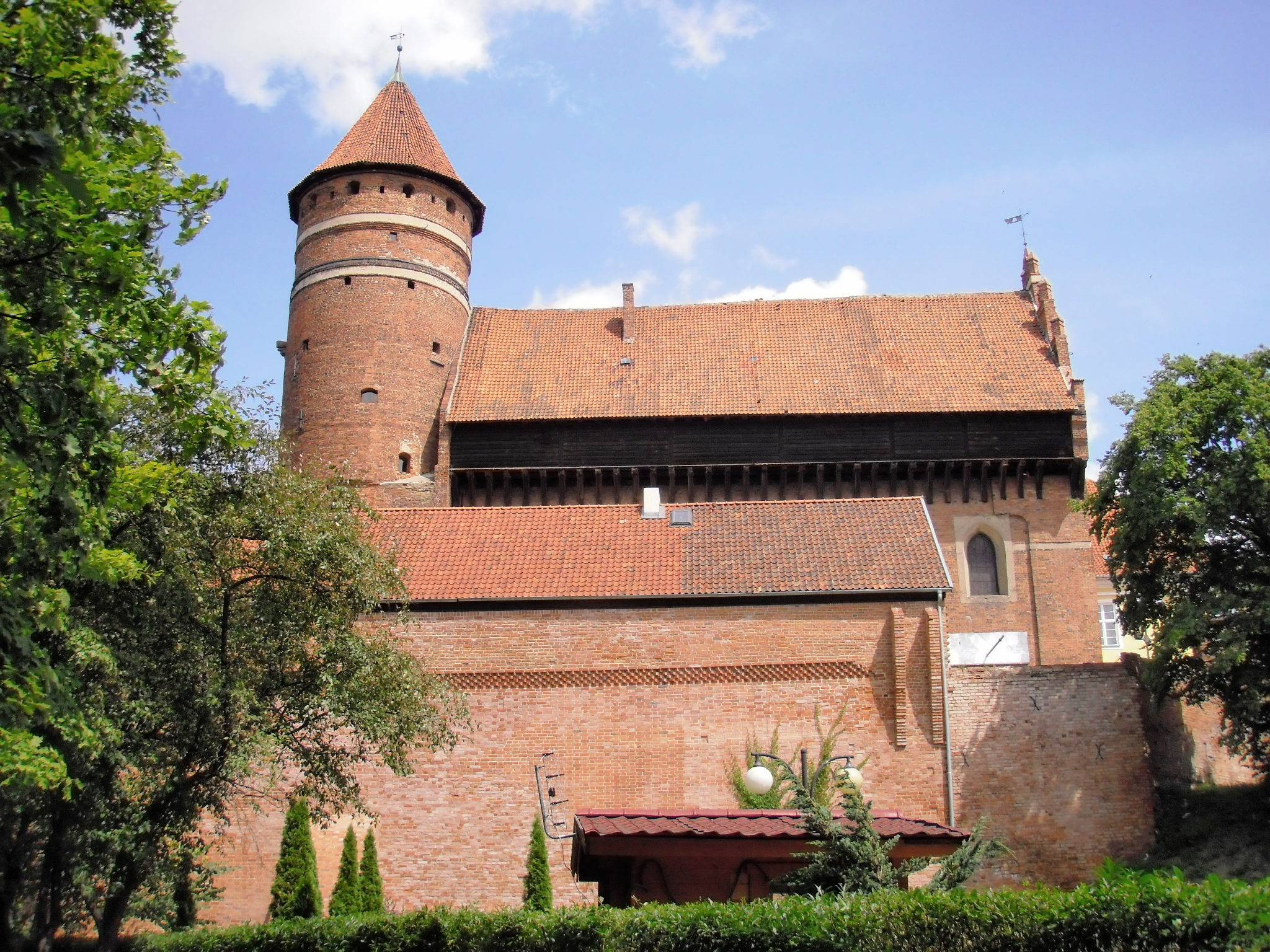
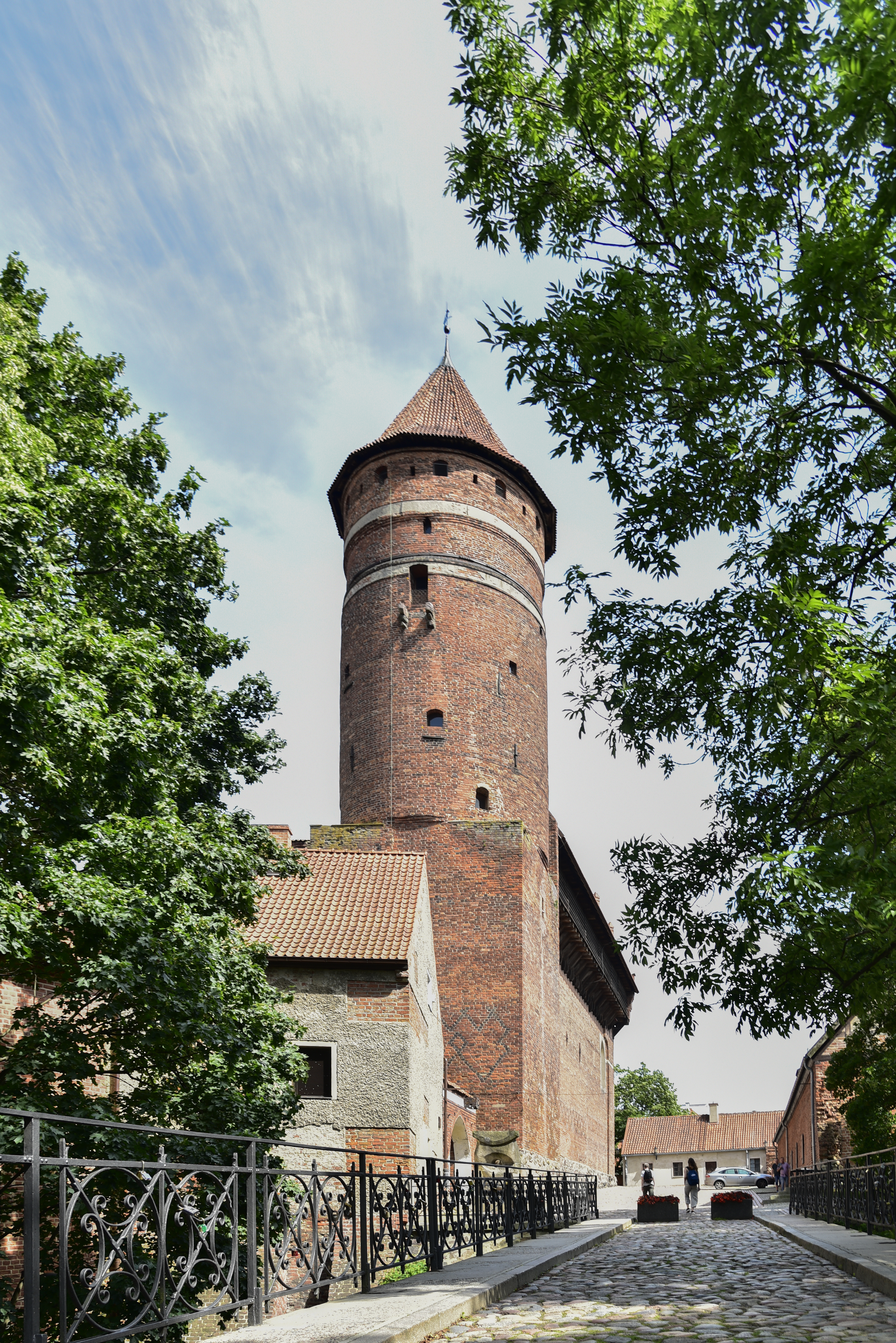
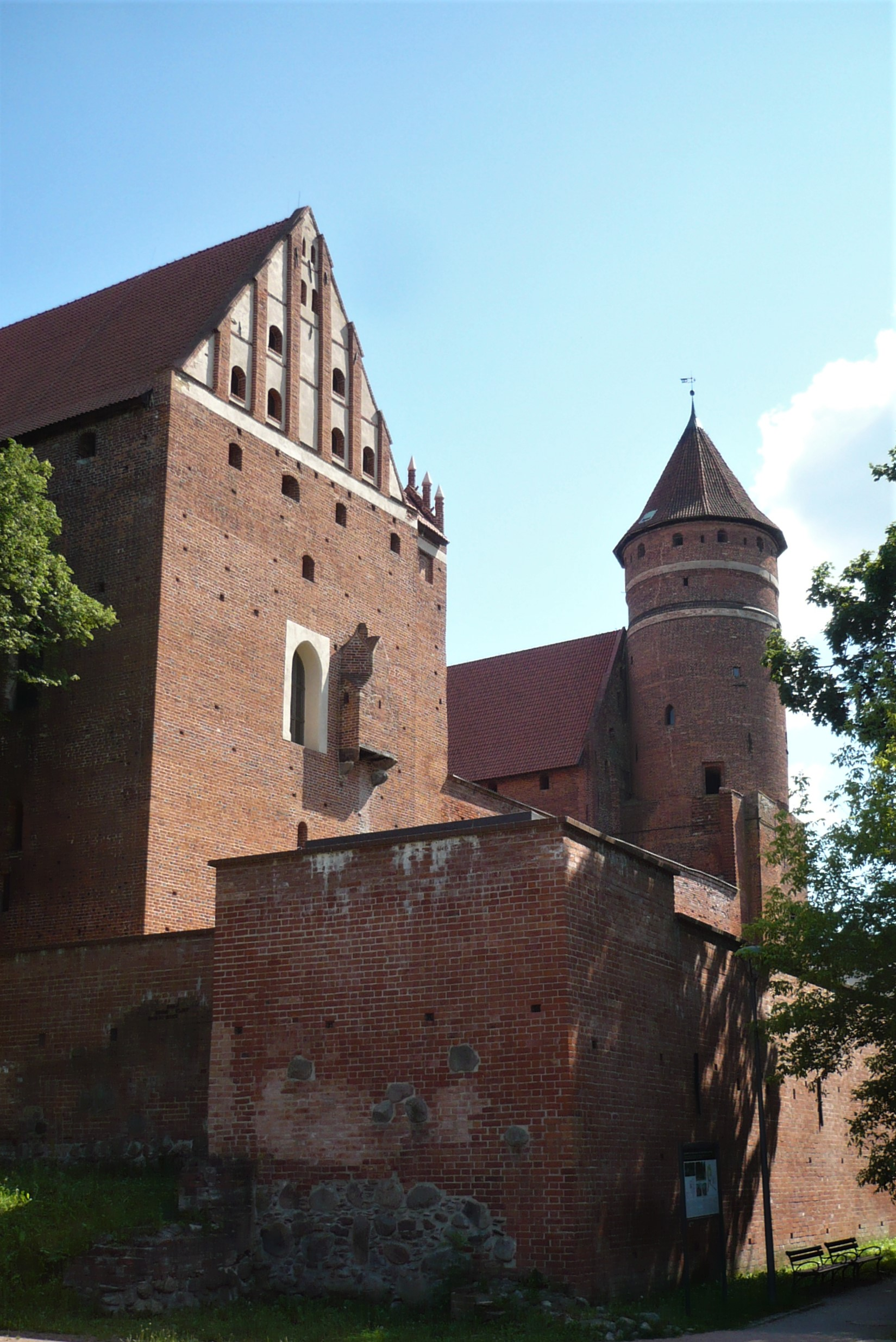
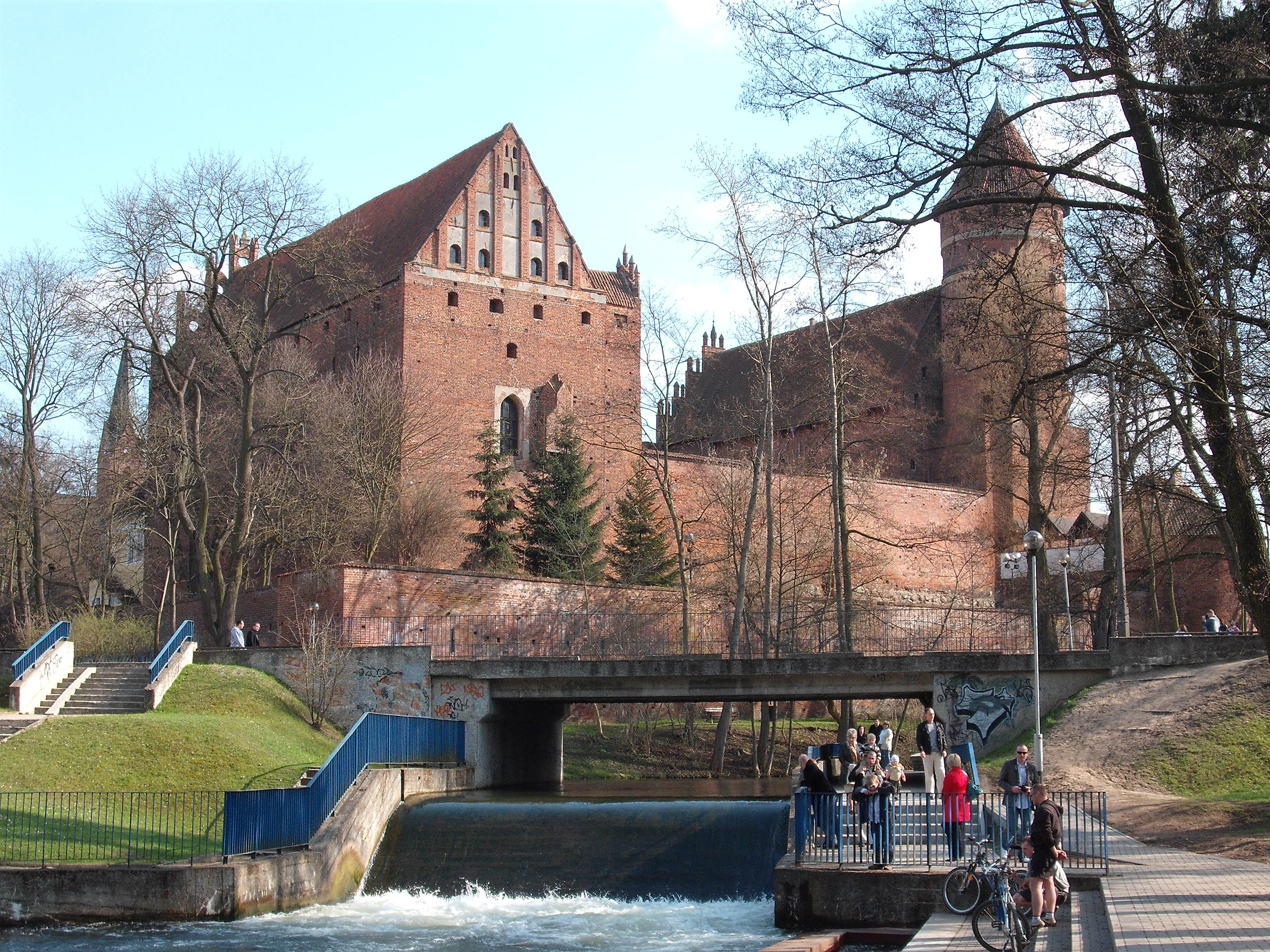
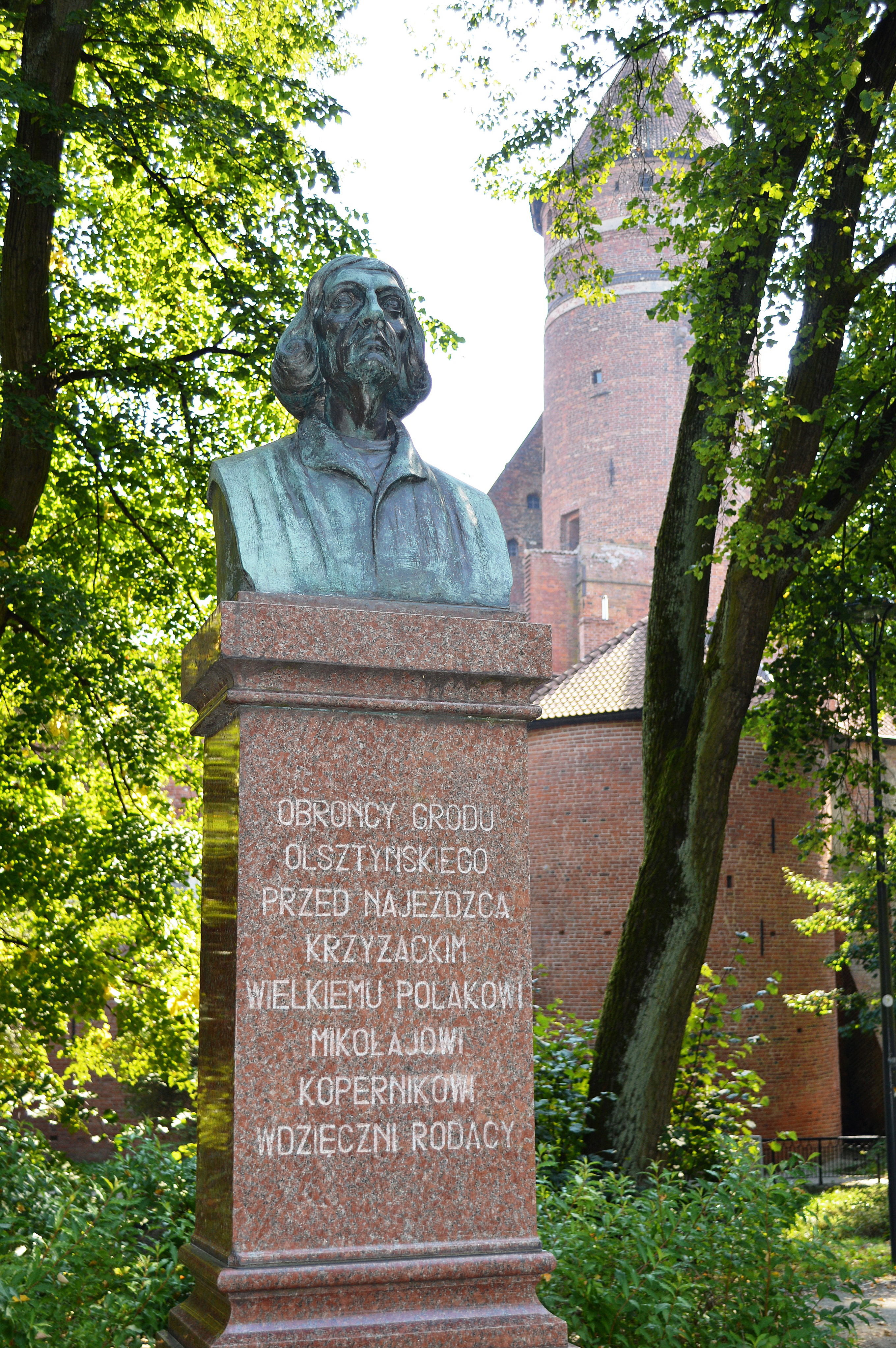
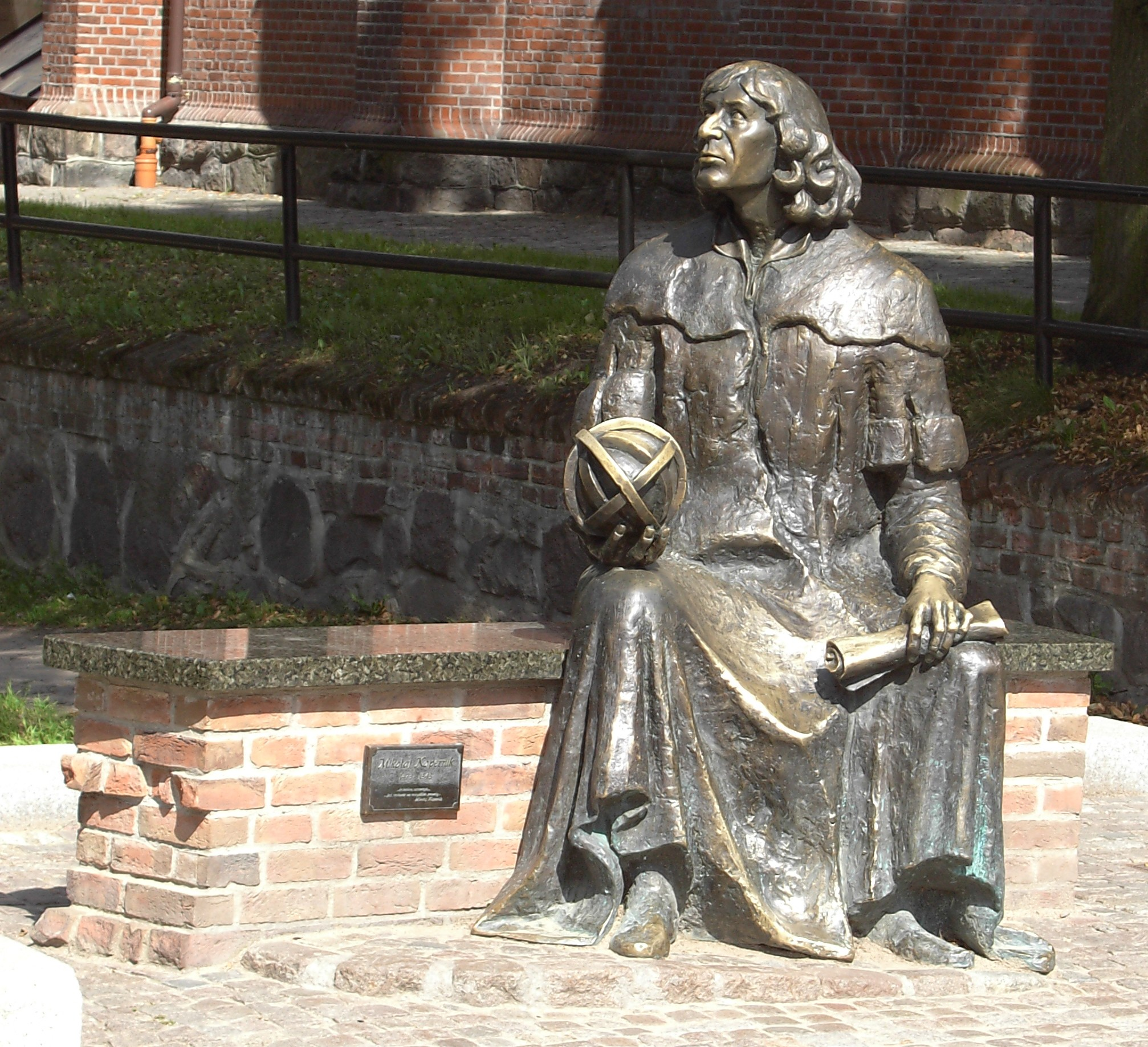

## Muzeum

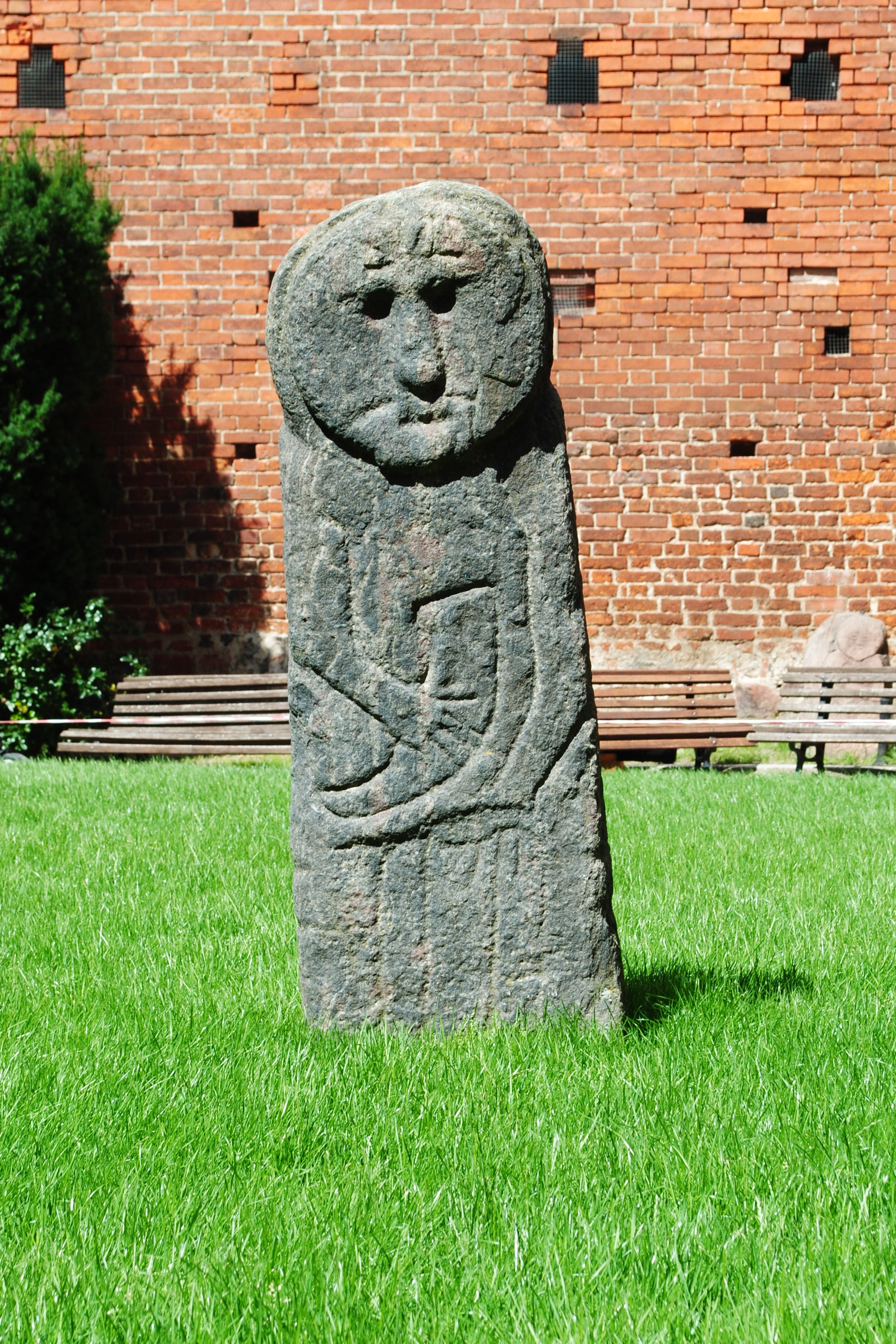
Pruska baba

Na zamku znajduje się stała wystawa kopernikowska (zlokalizowana w dwóch pomieszczeniach: na krużganku i sali będącej niegdyś prywatnym mieszkaniem administratora). Na ścianie krużganka umieszczona jest astronomiczna tablica doświadczalna z 1517 r., prawdopodobnie wykonana własnoręcznie przez Mikołaja Kopernika.

## Mikołaj Kopernik

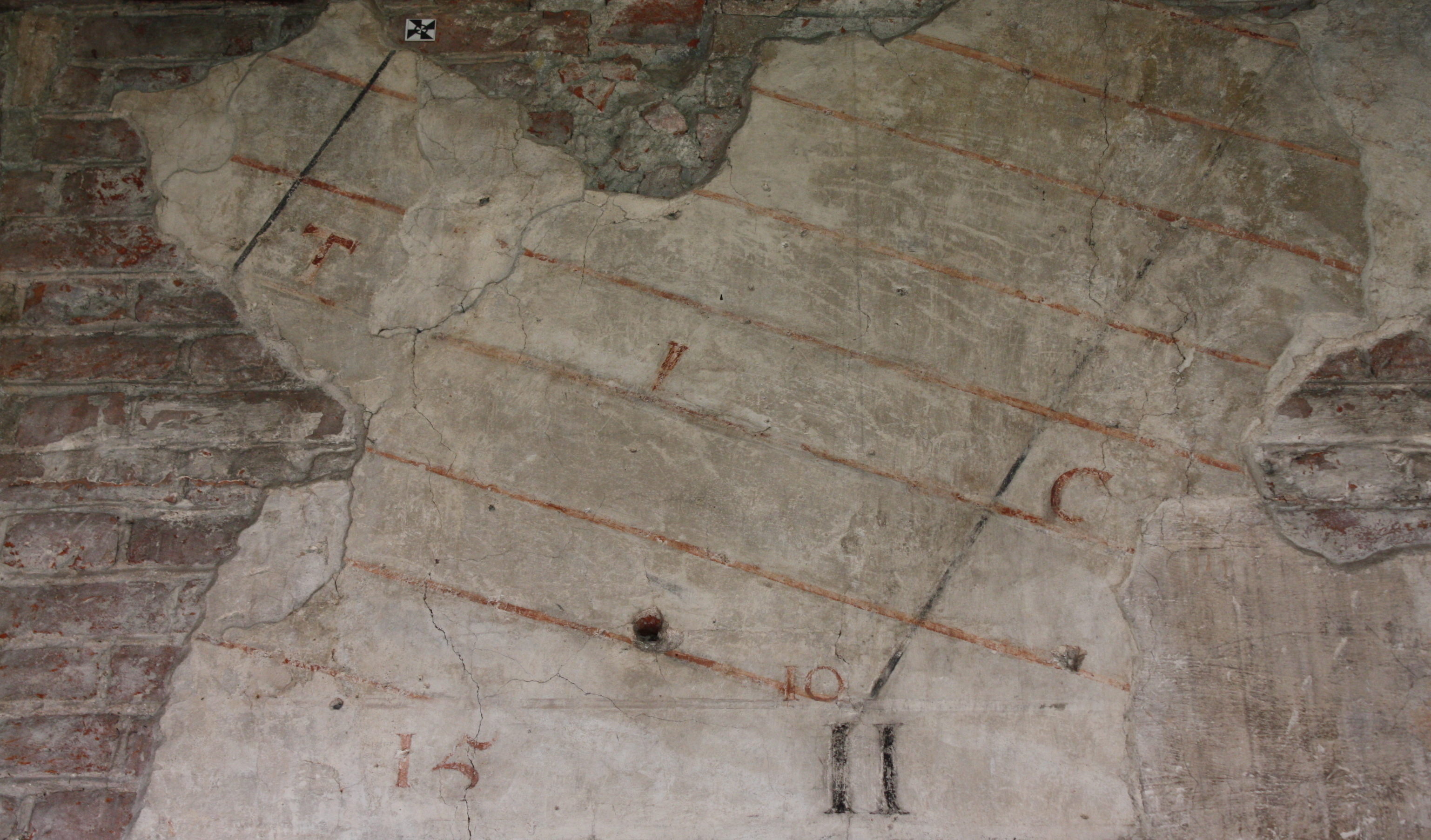
Oryginalna tablica astronomiczna Mikołaja Kopernika

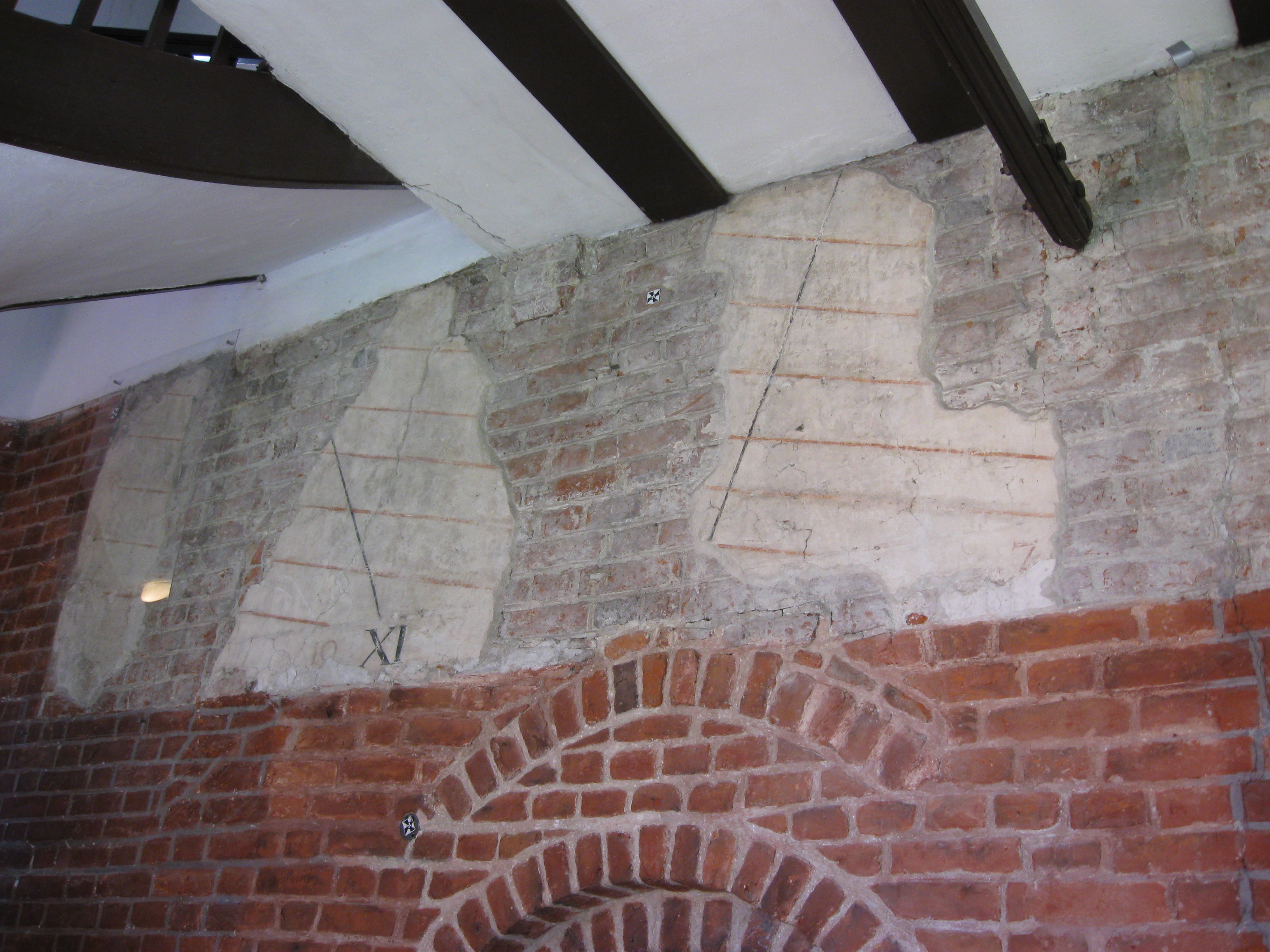
Kopernik naniósł na ścianę siatkę linii, czerwonych, niebieskich i czarnych, oznaczonych cyframi rzymskimi, arabskimi oraz literami T, I, C. Tablica ta, wykonana w technice fresku mokrego, jest jedynym zachowanym do dzisiaj instrumentem astronomicznym, który Kopernik wykonał własnoręcznie

Mikołaj Kopernik mieszkał w północno-wschodnim skrzydle zamku, w dużej komnacie, z której dwu okien rozciągał się widok na Łynę i młyn zamkowy, a z trzeciego – na dziedziniec, jedne drzwi zaś prowadziły na krużganek, a drugie do komnaty urzędowej. Obie komnaty otrzymały na początku XVI wieku piękne, kryształowe sklepienie, były jednak dość niskie i dopiero cztery wieki później podwyższono je przez obniżenie podłogi. Kopernik napisał tu swą rozprawę o monecie, tu dokonywał obserwacji ruchu planet, a na krużganku sporządził tablicę umożliwiającą mu śledzenie wiosennych i jesiennych zrównań dnia z nocą. Tablica ta jest po dziś dzień zachowaną pamiątką po Koperniku. Kopernik przebywał jeszcze na zamku w latach 1524, 1531, 1535 i 1538 jako wizytator.
W roku 2010, od 16 marca do 21 maja na zamku przebywał sarkofag z doczesnymi szczątkami Mikołaja Kopernika. 22 maja sarkofag został przewieziony do Fromborka, gdzie został uroczyście pochowany w tamtejszej bazylice katedralnej.

## Filatelistyka
Poczta Polska wyemitowała 1 czerwca 1971 r. w serii Na szlaku Kopernika, znaczek pocztowy o nominale 2,50 zł, przedstawiający olsztyński zamek. Druk w technice offsetowej na papierze kredowym. Autorem projektu znaczka był Andrzej Heidrich. Znaczek pozostawał w obiegu do 31 grudnia 1994 r..